# تامی دیکرسون
جورج تی دیکرسون که بیشتر با نام تامی دیکرسون شناخته می‌شود یکی از اعضای دموکرات سنای می‌سی‌سی‌پی است که از سال ۲۰۰۸ و قبلاً از سال ۱۹۹۳ تا ۲۰۰۳ نماینده ناحیه ۴۳ بوده‌است.